# Llista de topònims de Susqueda
Llista de topònims (noms propis de lloc) del municipi de Susqueda, a la Selva
Informació actualitzada per un bot. Els canvis manuals es perdran quan s'actualitzi!

## curs d'aigua
| imatge | Nom            | Ubicat a                                                  | instància de               | Detalls                                                 | coordenades                                                                                               | Protecció | Commons (més fotos) | Dades a WD                    |
| ------ | -------------- | --------------------------------------------------------- | -------------------------- | ------------------------------------------------------- | --- | --------- | ------------------- | ----------------------------- |
|        | Ter            | Ripollès Osona Selva Gironès Baix Empordà                 | curs d'aigua riu principal | Desemboca: mar Mediterrània Llarg: 208km Conca: 3010km² | 42° 25′ 40″ N, 2° 15′ 24″ E / 42.427778°N,2.256667°E 42° 01′ 24″ N, 3° 11′ 31″ E / 42.02347°N,3.19187°E   |           | Ter River           | Modifica les dades a Wikidata |
|        | riera d'Osor   | Sant Hilari Sacalm Osor Susqueda la Cellera de Ter Anglès | curs d'aigua               | Desemboca: Ter Llarg: 29.5km                            | 41° 52′ 18″ N, 2° 28′ 13″ E / 41.871642°N,2.47038°E 41° 57′ 43″ N, 2° 37′ 52″ E / 41.961947°N,2.631108°E  |           | Riera d'Osor        | Modifica les dades a Wikidata |
|        | riera de Rupit | Rupit i Pruit Susqueda                                    | curs d'aigua               | Desemboca: Ter Llarg: 10km                              | 42° 00′ 16″ N, 2° 30′ 49″ E / 42.004575°N,2.513717°E 42° 02′ 13″ N, 2° 27′ 37″ E / 42.036944°N,2.460335°E |           | Riera de Rupit      | Modifica les dades a Wikidata |

## entitat singular de població
| imatge | Nom               | Ubicat a | instància de                                                                   | Detalls | coordenades                                                       | Protecció | Commons (més fotos) | Dades a WD                    |
| ------ | ----------------- | -------- | ------------------------------------------------------------------------------ | ------- | ----------------------------------------------------------------- | --------- | ------------------- | ----------------------------- |
|        | Sant Martí Sacalm | Susqueda | entitat singular de població ens local històric de Catalunya capital municipal | 32 hab  | 42° 00′ 54″ N, 2° 32′ 51″ E / 42.01511944°N,2.54749722°E 816 msnm |           | Sant Martí Sacalm   | Modifica les dades a Wikidata |
|        | Susqueda          | Susqueda | entitat singular de població ens local històric de Catalunya                   | 7 hab   | 41° 58′ 40″ N, 2° 30′ 59″ E / 41.97776°N,2.51652°E 816 msnm       |           |                     | Modifica les dades a Wikidata |
|        | el Coll           | Susqueda | entitat singular de població                                                   | 28 hab  | 41° 57′ 29″ N, 2° 31′ 28″ E / 41.9581°N,2.52448°E 1027 msnm       |           |                     | Modifica les dades a Wikidata |
|        | el Far            | Susqueda | entitat singular de població                                                   | 28 hab  | 42° 01′ 18″ N, 2° 32′ 09″ E / 42.0218°N,2.535782°E 1122 msnm      |           | El Far (Susqueda)   | Modifica les dades a Wikidata |

## església
| imatge | Nom                           | Ubicat a | instància de | Detalls                                                  | coordenades | Protecció                                  | Commons (més fotos)                | Dades a WD                    |
| ------ | ----------------------------- | -------- | ------------ | -------------------------------------------------------- | --- | ------------------------------------------ | ---------------------------------- | ----------------------------- |
|        | Mare de Déu del Coll          | Susqueda | església     | Estil: arquitectura romànica                             | 41° 57′ 28″ N, 2° 31′ 28″ E / 41.957861111111°N,2.52435°E 822 msnm                                                                              | bé integrant del patrimoni cultural català | Mare de Déu del Coll d'Osor        | Modifica les dades a Wikidata |
|        | Sant Pau de Fornils           | Susqueda | església     | Estil: arquitectura popular 13rd century                 | 42° 00′ 58″ N, 2° 31′ 10″ E / 42.01602°N,2.51937°E ca:Camí a Fornils, des de Sant Martí Sacalm 647 msnm                                         | bé integrant del patrimoni cultural català | Sant Pau de Fornils                | Modifica les dades a Wikidata |
|        | Sant Pere de Fornils          | Susqueda | església     | Estil: arquitectura popular Estat: ruïnós                | 42° 01′ 13″ N, 2° 30′ 35″ E / 42.02021°N,2.5097°E ca:Camí a Fornils, des de Sant Martí Sacalm. al passar la riera de l'Om i trencar a la dreta. | bé integrant del patrimoni cultural català |                                    | Modifica les dades a Wikidata |
|        | Sant Vicenç de Susqueda       | Susqueda | església     | Estil: arquitectura popular Estat: enderrocat o destruït | | bé integrant del patrimoni cultural català |                                    | Modifica les dades a Wikidata |
|        | Santa Anna del Grau           | Susqueda | església     | Estil: arquitectura popular                              | 42° 01′ 36″ N, 2° 32′ 01″ E / 42.02669°N,2.53349°E ca:A tocar de la carretera del Far passat el santuari                                        | bé integrant del patrimoni cultural català | Santa Anna del Grau                | Modifica les dades a Wikidata |
|        | Santuari del Far              | Susqueda | església     | Estil: arquitectura popular                              | 42° 01′ 16″ N, 2° 32′ 12″ E / 42.0211°N,2.53657°E                                                                                               | bé integrant del patrimoni cultural català | Santuari de la Mare de Déu del Far | Modifica les dades a Wikidata |
|        | església de Sant Martí Sacalm | Susqueda | església     | Estil: arquitectura popular                              | 42° 00′ 52″ N, 2° 32′ 40″ E / 42.01455°N,2.54455°E                                                                                              | bé cultural d'interès local                | Església de Sant Martí Sacalm      | Modifica les dades a Wikidata |

## masia
| imatge | Nom                  | Ubicat a | instància de | Detalls                                                  | coordenades | Protecció                                  | Commons (més fotos)     | Dades a WD                    |
| ------ | -------------------- | -------- | ------------ | -------------------------------------------------------- | --- | ------------------------------------------ | ----------------------- | ----------------------------- |
|        | Armadans             | Susqueda | masia        |                                                          | 42° 02′ 58″ N, 2° 30′ 19″ E / 42.0494504985814°N,2.50541111255986°E                                                                                               |                                            |                         | Modifica les dades a Wikidata |
|        | Ca n'Auradell        | Susqueda | masia        |                                                          | 41° 58′ 02″ N, 2° 30′ 51″ E / 41.9671762540591°N,2.51413388752204°E                                                                                               |                                            |                         | Modifica les dades a Wikidata |
|        | Cabravia             | Susqueda | masia        |                                                          | 42° 01′ 19″ N, 2° 32′ 49″ E / 42.0220613966247°N,2.54683648207585°E                                                                                               |                                            |                         | Modifica les dades a Wikidata |
|        | Cal Sant             | Susqueda | masia        |                                                          | 42° 01′ 11″ N, 2° 32′ 44″ E / 42.0197509958475°N,2.54564504456764°E                                                                                               |                                            |                         | Modifica les dades a Wikidata |
|        | Can Batista          | Susqueda | masia        | Estil: arquitectura popular 18th century                 | 42° 00′ 50″ N, 2° 32′ 54″ E / 42.01383°N,2.54824°E ca:Sant Martí Sacalm 810 msnm                                                                                  | bé integrant del patrimoni cultural català | Can Batista (Susqueda)  | Modifica les dades a Wikidata |
|        | Can Bernat           | Susqueda | masia        |                                                          | 42° 00′ 32″ N, 2° 33′ 50″ E / 42.0088963066372°N,2.56377646662707°E                                                                                               |                                            |                         | Modifica les dades a Wikidata |
|        | Can Bosc-ses-vinyes  | Susqueda | masia        |                                                          | 41° 59′ 49″ N, 2° 32′ 20″ E / 41.9970721979957°N,2.53883962442944°E                                                                                               |                                            |                         | Modifica les dades a Wikidata |
|        | Can Coll             | Susqueda | masia        |                                                          | 41° 57′ 41″ N, 2° 31′ 48″ E / 41.9612984263548°N,2.53013160692522°E                                                                                               |                                            |                         | Modifica les dades a Wikidata |
|        | Can Gall             | Susqueda | masia        |                                                          | 41° 59′ 06″ N, 2° 33′ 59″ E / 41.9849755088007°N,2.56637831017304°E                                                                                               |                                            |                         | Modifica les dades a Wikidata |
|        | Can Garriga          | Susqueda | masia        |                                                          | 41° 57′ 21″ N, 2° 32′ 17″ E / 41.9557550787781°N,2.53796717384475°E                                                                                               |                                            |                         | Modifica les dades a Wikidata |
|        | Can Gelada           | Susqueda | masia        |                                                          | 41° 59′ 22″ N, 2° 29′ 45″ E / 41.9893350618634°N,2.49589264578779°E                                                                                               |                                            |                         | Modifica les dades a Wikidata |
|        | Can Marc             | Susqueda | masia        |                                                          | 42° 00′ 49″ N, 2° 32′ 53″ E / 42.0135913652464°N,2.54815264705566°E                                                                                               |                                            |                         | Modifica les dades a Wikidata |
|        | Can Marian           | Susqueda | masia        |                                                          | 41° 56′ 29″ N, 2° 31′ 04″ E / 41.9413517954223°N,2.51787668575793°E                                                                                               |                                            |                         | Modifica les dades a Wikidata |
|        | Can Mariner          | Susqueda | masia        |                                                          | 41° 57′ 57″ N, 2° 31′ 02″ E / 41.965861464565°N,2.517355307254°E                                                                                                  |                                            |                         | Modifica les dades a Wikidata |
|        | Can Martí            | Susqueda | masia        |                                                          | 42° 01′ 25″ N, 2° 32′ 57″ E / 42.0235025388647°N,2.54914544170582°E                                                                                               |                                            |                         | Modifica les dades a Wikidata |
|        | Can Marés            | Susqueda | masia        | Estil: arquitectura popular Estat: enderrocat o destruït | | bé integrant del patrimoni cultural català |                         | Modifica les dades a Wikidata |
|        | Can Prat d'en Serra  | Susqueda | masia        |                                                          | 41° 57′ 15″ N, 2° 29′ 54″ E / 41.9541119429034°N,2.498402516349°E                                                                                                 |                                            |                         | Modifica les dades a Wikidata |
|        | Can Santpau          | Susqueda | masia        |                                                          | 42° 00′ 58″ N, 2° 30′ 57″ E / 42.0161350388271°N,2.51594748108161°E                                                                                               |                                            |                         | Modifica les dades a Wikidata |
|        | Can Serra Bronquera  | Susqueda | masia        |                                                          | 41° 57′ 24″ N, 2° 30′ 06″ E / 41.9565307847821°N,2.50162942877024°E                                                                                               |                                            |                         | Modifica les dades a Wikidata |
|        | Can Teixidor         | Susqueda | masia        | Estil: arquitectura popular 19th century                 | 42° 00′ 51″ N, 2° 32′ 53″ E / 42.01413°N,2.54818°E ca:Sant Martí Sacalm 808 msnm                                                                                  | bé integrant del patrimoni cultural català | Can Teixidor (Susqueda) | Modifica les dades a Wikidata |
|        | Casa Nova del Coll   | Susqueda | masia        |                                                          | 41° 57′ 29″ N, 2° 31′ 28″ E / 41.9581944294471°N,2.52437441911108°E                                                                                               |                                            |                         | Modifica les dades a Wikidata |
|        | Casanova del Pla     | Susqueda | masia        |                                                          | 42° 00′ 44″ N, 2° 32′ 44″ E / 42.0123109786071°N,2.54550476646389°E                                                                                               |                                            |                         | Modifica les dades a Wikidata |
|        | Celró                | Susqueda | masia        |                                                          | 41° 57′ 30″ N, 2° 31′ 38″ E / 41.9584405570676°N,2.52726862853312°E                                                                                               |                                            |                         | Modifica les dades a Wikidata |
|        | Mas Puig de Rajols   | Susqueda | masia        | Estil: arquitectura popular                              | 41° 59′ 34″ N, 2° 29′ 23″ E / 41.99276°N,2.48982°E | bé integrant del patrimoni cultural català |                         | Modifica les dades a Wikidata |
|        | Mas Torrent          | Susqueda | masia        |                                                          | 41° 58′ 01″ N, 2° 31′ 46″ E / 41.9668615768095°N,2.52940283001653°E                                                                                               |                                            |                         | Modifica les dades a Wikidata |
|        | Puig Alí             | Susqueda | masia        |                                                          | 42° 01′ 02″ N, 2° 31′ 45″ E / 42.017247418275°N,2.5290447716391°E                                                                                                 |                                            |                         | Modifica les dades a Wikidata |
|        | el Boscà             | Susqueda | masia        |                                                          | 41° 56′ 30″ N, 2° 31′ 03″ E / 41.941544361892°N,2.5175387368825°E                                                                                                 |                                            |                         | Modifica les dades a Wikidata |
|        | el Campàs            | Susqueda | masia        |                                                          | 41° 59′ 29″ N, 2° 33′ 42″ E / 41.9913610113377°N,2.56157818982787°E                                                                                               |                                            |                         | Modifica les dades a Wikidata |
|        | el Gelabert          | Susqueda | masia        |                                                          | 41° 58′ 06″ N, 2° 30′ 11″ E / 41.9682815990063°N,2.50303436626512°E                                                                                               |                                            |                         | Modifica les dades a Wikidata |
|        | el Llomà             | Susqueda | masia        |                                                          | 41° 59′ 38″ N, 2° 30′ 56″ E / 41.9939321756205°N,2.51558451878433°E                                                                                               |                                            |                         | Modifica les dades a Wikidata |
|        | el Noguer de Parcers | Susqueda | masia        |                                                          | 42° 01′ 35″ N, 2° 32′ 41″ E / 42.026317026741°N,2.5446812478186°E                                                                                                 |                                            |                         | Modifica les dades a Wikidata |
|        | el Quer              | Susqueda | masia        | Estil: arquitectura popular                              | 41° 58′ 28″ N, 2° 29′ 21″ E / 41.97431°N,2.48925°E | bé integrant del patrimoni cultural català |                         | Modifica les dades a Wikidata |
|        | el Roure             | Susqueda | masia        | Estil: arquitectura popular                              | 42° 01′ 28″ N, 2° 30′ 45″ E / 42.02451°N,2.51253°E ca:Camí des de Sant Martí Sacalm. Cal passar per Sant Pau i trencar a mà dreta poc abans d'arribar a la riera. | bé integrant del patrimoni cultural català |                         | Modifica les dades a Wikidata |
|        | el Salaverd          | Susqueda | masia        |                                                          | 41° 58′ 12″ N, 2° 30′ 28″ E / 41.969950717152°N,2.50788519974408°E                                                                                                |                                            |                         | Modifica les dades a Wikidata |
|        | el Solanot           | Susqueda | masia        |                                                          | 42° 02′ 26″ N, 2° 30′ 33″ E / 42.0406218068219°N,2.50908012926137°E                                                                                               |                                            |                         | Modifica les dades a Wikidata |
|        | el Soler             | Susqueda | masia        |                                                          | 41° 57′ 39″ N, 2° 31′ 02″ E / 41.9607947909768°N,2.5172836584733°E                                                                                                |                                            |                         | Modifica les dades a Wikidata |
|        | el Sui               | Susqueda | masia        |                                                          | 41° 57′ 56″ N, 2° 30′ 23″ E / 41.9655215874386°N,2.50629008452406°E                                                                                               |                                            |                         | Modifica les dades a Wikidata |
|        | el Terrats           | Susqueda | masia        |                                                          | 41° 59′ 26″ N, 2° 33′ 26″ E / 41.9905967516965°N,2.55722511396033°E                                                                                               |                                            |                         | Modifica les dades a Wikidata |
|        | el Terrer            | Susqueda | masia        |                                                          | 41° 57′ 24″ N, 2° 30′ 43″ E / 41.9566377376936°N,2.51184891082674°E                                                                                               |                                            |                         | Modifica les dades a Wikidata |
|        | els Esquellons       | Susqueda | masia        |                                                          | 42° 02′ 45″ N, 2° 29′ 24″ E / 42.045707991931°N,2.48991306596491°E                                                                                                |                                            |                         | Modifica les dades a Wikidata |
|        | l'Argelagós          | Susqueda | masia        |                                                          | 42° 02′ 13″ N, 2° 31′ 09″ E / 42.037021055847°N,2.5192335425868°E                                                                                                 |                                            |                         | Modifica les dades a Wikidata |
|        | l'Om                 | Susqueda | masia        |                                                          | 42° 02′ 25″ N, 2° 30′ 21″ E / 42.0402741595796°N,2.50572392590425°E                                                                                               |                                            |                         | Modifica les dades a Wikidata |
|        | l'Omar               | Susqueda | masia        |                                                          | 42° 00′ 08″ N, 2° 32′ 05″ E / 42.0021534838896°N,2.53475777924428°E                                                                                               |                                            |                         | Modifica les dades a Wikidata |
|        | la Bruguera          | Susqueda | masia        | Estil: arquitectura popular                              | 42° 00′ 07″ N, 2° 32′ 02″ E / 42.00204°N,2.53391°E | bé integrant del patrimoni cultural català |                         | Modifica les dades a Wikidata |
|        | la Codolosa          | Susqueda | masia        | Estil: arquitectura popular                              | 42° 02′ 35″ N, 2° 30′ 01″ E / 42.04318°N,2.50023°E | bé integrant del patrimoni cultural català |                         | Modifica les dades a Wikidata |
|        | la Coma              | Susqueda | masia        |                                                          | 42° 01′ 02″ N, 2° 30′ 04″ E / 42.0171880572883°N,2.5010474095386°E                                                                                                |                                            |                         | Modifica les dades a Wikidata |
|        | la Corbera           | Susqueda | masia        |                                                          | 41° 56′ 56″ N, 2° 31′ 27″ E / 41.9489344697872°N,2.52411750357575°E                                                                                               |                                            |                         | Modifica les dades a Wikidata |
|        | la Grevolosa         | Susqueda | masia        |                                                          | 42° 00′ 03″ N, 2° 30′ 22″ E / 42.000939754695°N,2.5062230366109°E                                                                                                 |                                            |                         | Modifica les dades a Wikidata |
|        | la Jaça              | Susqueda | masia        |                                                          | 42° 03′ 00″ N, 2° 29′ 16″ E / 42.0499586304946°N,2.48778850511649°E                                                                                               |                                            |                         | Modifica les dades a Wikidata |
|        | la Masó              | Susqueda | masia        |                                                          | 42° 00′ 45″ N, 2° 31′ 38″ E / 42.0126242513961°N,2.52718162042378°E                                                                                               |                                            |                         | Modifica les dades a Wikidata |
|        | la Muntada           | Susqueda | masia        |                                                          | 41° 59′ 00″ N, 2° 29′ 49″ E / 41.9832510649619°N,2.49691843291304°E                                                                                               |                                            |                         | Modifica les dades a Wikidata |
|        | la Rovira del Coll   | Susqueda | masia        |                                                          | 41° 57′ 20″ N, 2° 30′ 26″ E / 41.9555733048225°N,2.50724771177269°E                                                                                               |                                            |                         | Modifica les dades a Wikidata |
|        | la Triola            | Susqueda | masia        | Estil: arquitectura popular                              | 42° 01′ 23″ N, 2° 31′ 06″ E / 42.02316°N,2.51847°E | bé integrant del patrimoni cultural català |                         | Modifica les dades a Wikidata |
|        | les Artigues         | Susqueda | masia        |                                                          | 41° 59′ 54″ N, 2° 33′ 12″ E / 41.998430764834°N,2.5533320866334°E                                                                                                 |                                            |                         | Modifica les dades a Wikidata |
|        | les Gleies           | Susqueda | masia        | Estil: arquitectura popular                              | 42° 01′ 16″ N, 2° 30′ 34″ E / 42.02109°N,2.50931°E ca:Camí a Fornils, des de Sant Martí Sacalm                                                                    | bé integrant del patrimoni cultural català |                         | Modifica les dades a Wikidata |
|        | les Planiques        | Susqueda | masia        |                                                          | 41° 59′ 37″ N, 2° 31′ 51″ E / 41.9936887488358°N,2.5307023708376°E                                                                                                |                                            |                         | Modifica les dades a Wikidata |
|        | les Vinyes           | Susqueda | masia        |                                                          | 42° 02′ 17″ N, 2° 30′ 58″ E / 42.0379499859033°N,2.51618066411315°E                                                                                               |                                            |                         | Modifica les dades a Wikidata |

## muntanya
| imatge | Nom                        | Ubicat a                       | instància de | Detalls | coordenades                                                             | Protecció | Commons (més fotos)      | Dades a WD                    |
| ------ | -------------------------- | ------------------------------ | ------------ | ------- | ----------------------------------------------------------------------- | --------- | ------------------------ | ----------------------------- |
|        | Montdois                   | Susqueda Rupit i Pruit         | muntanya     |         | 41° 58′ 44″ N, 2° 28′ 49″ E / 41.97877222°N,2.48022222°E 928 928.1 msnm |           |                          | Modifica les dades a Wikidata |
|        | Puig de Toia               | Susqueda                       | muntanya     |         | 42° 02′ 38″ N, 2° 30′ 16″ E / 42.044°N,2.50442°E 1135.5 msnm            |           |                          | Modifica les dades a Wikidata |
|        | Puig dels Corbs            | Susqueda                       | muntanya     |         | 42° 00′ 54″ N, 2° 32′ 07″ E / 42.01505556°N,2.53533°E 831.2 msnm        |           |                          | Modifica les dades a Wikidata |
|        | Roques del Serrat del Moro | les Planes d'Hostoles Susqueda | muntanya     |         | 42° 02′ 28″ N, 2° 30′ 57″ E / 42.04119444°N,2.51585833°E 1151.8 msnm    |           |                          | Modifica les dades a Wikidata |
|        | Sant Benet                 | Susqueda                       | muntanya     |         | 41° 56′ 55″ N, 2° 30′ 49″ E / 41.9487368657°N,2.51350177313°E 1150 msnm |           | Sant Benet (Susqueda)    | Modifica les dades a Wikidata |
|        | Turó de la Creu de Portell | Osor Susqueda                  | muntanya     |         | 41° 59′ 20″ N, 2° 31′ 41″ E / 41.988825°N,2.52818889°E 615.5 msnm       |           |                          | Modifica les dades a Wikidata |
|        | Turó del Llamp             | Susqueda                       | muntanya     |         | 41° 59′ 27″ N, 2° 30′ 22″ E / 41.9908°N,2.50603°E 704.5 msnm            |           |                          | Modifica les dades a Wikidata |
|        | el Far                     | Susqueda                       | muntanya     |         | 42° 01′ 15″ N, 2° 32′ 12″ E / 42.0208408193°N,2.5366387097°E 1124 msnm  |           | El Far (cim de Susqueda) | Modifica les dades a Wikidata |
|        | turó d'Armadans            | Susqueda                       | muntanya     |         | 42° 02′ 59″ N, 2° 30′ 01″ E / 42.0497°N,2.50032°E 1152.4 msnm           |           |                          | Modifica les dades a Wikidata |

## nucli de població
| imatge | Nom        | Ubicat a | instància de      | Detalls | coordenades                                                       | Protecció | Commons (més fotos) | Dades a WD                    |
| ------ | ---------- | -------- | ----------------- | ------- | ----------------------------------------------------------------- | --------- | ------------------- | ----------------------------- |
|        | l'Om       | Susqueda | nucli de població |         | 42° 02′ 29″ N, 2° 30′ 26″ E / 42.041472907931°N,2.5071175704213°E |           |                     | Modifica les dades a Wikidata |
|        | les Vinyes | Susqueda | nucli de població |         | 42° 02′ 13″ N, 2° 30′ 39″ E / 42.036985320684°N,2.5107767176845°E |           |                     | Modifica les dades a Wikidata |

## pont
| imatge | Nom                  | Ubicat a               | instància de | Detalls                                   | coordenades                                                                                             | Protecció                                  | Commons (més fotos) | Dades a WD                    |
| ------ | -------------------- | ---------------------- | ------------ | ----------------------------------------- | --- | ------------------------------------------ | ------------------- | ----------------------------- |
|        | Pont de Codolosa     | Susqueda               | pont         |                                           | 42° 02′ 40″ N, 2° 30′ 00″ E / 42.044311492525°N,2.50003775979793°E                                      |                                            |                     | Modifica les dades a Wikidata |
|        | Pont de Condreu      | Susqueda               | pont         |                                           | 42° 02′ 49″ N, 2° 30′ 35″ E / 42.0468485979552°N,2.50984178915287°E                                     |                                            |                     | Modifica les dades a Wikidata |
|        | Pont de Papalló      | Susqueda Rupit i Pruit | pont         | 20th century                              | 42° 02′ 57″ N, 2° 28′ 59″ E / 42.0491357304262°N,2.4830340300632°E ca:Carretera C-153, km. 35,1 - Pruit |                                            |                     | Modifica les dades a Wikidata |
|        | Pont de Sallent      | Susqueda               | pont         | Estil: arquitectura popular               | 41° 58′ 53″ N, 2° 31′ 16″ E / 41.98151°N,2.52115°E                                                      | bé integrant del patrimoni cultural català |                     | Modifica les dades a Wikidata |
|        | Pont de Susqueda     | Susqueda               | pont         | Estil: arquitectura popular Travessa: Ter | 41° 58′ 42″ N, 2° 31′ 17″ E / 41.97822°N,2.52141°E                                                      | bé integrant del patrimoni cultural català |                     | Modifica les dades a Wikidata |
|        | Pont dels Esquellons | Susqueda               | pont         |                                           | 42° 02′ 46″ N, 2° 29′ 29″ E / 42.0460207459867°N,2.49138473711583°E                                     |                                            |                     | Modifica les dades a Wikidata |

## serra
| imatge | Nom                  | Ubicat a | instància de | Detalls | coordenades                                                         | Protecció | Commons (més fotos) | Dades a WD                    |
| ------ | -------------------- | -------- | ------------ | ------- | ------------------------------------------------------------------- | --------- | ------------------- | ----------------------------- |
|        | serra de la Bruguera | Susqueda | serra        |         | 42° 00′ 09″ N, 2° 31′ 21″ E / 42.0025°N,2.52247°E 771.2 msnm        |           |                     | Modifica les dades a Wikidata |
|        | serra dels Morers    | Susqueda | serra        |         | 41° 58′ 57″ N, 2° 30′ 02″ E / 41.9824°N,2.50068°E 550 msnm          |           |                     | Modifica les dades a Wikidata |
|        | serra dels Tanys     | Susqueda | serra        |         | 41° 57′ 57″ N, 2° 30′ 09″ E / 41.96584167°N,2.50262167°E 757.3 msnm |           |                     | Modifica les dades a Wikidata |
|        | serrat del Torn      | Susqueda | serra        |         | 42° 00′ 22″ N, 2° 33′ 50″ E / 42.0062°N,2.56389°E 931.7 msnm        |           |                     | Modifica les dades a Wikidata |

## vèrtex geodèsic
| imatge | Nom      | Ubicat a | instància de    | Detalls   | coordenades                                                              | Protecció | Commons (més fotos) | Dades a WD                    |
| ------ | -------- | -------- | --------------- | --------- | ------------------------------------------------------------------------ | --------- | ------------------- | ----------------------------- |
|        | Almadans | Susqueda | vèrtex geodèsic | Alt: 1.2m | 42° 02′ 59″ N, 2° 30′ 01″ E / 42.049745°N,2.500314°E 1153.924 msnm       |           |                     | Modifica les dades a Wikidata |
|        | Far      | Susqueda | vèrtex geodèsic | Alt: 1.2m | 42° 01′ 24″ N, 2° 32′ 11″ E / 42.02328°N,2.536311°E el Far 1111.328 msnm |           |                     | Modifica les dades a Wikidata |

## Misc
| imatge | Nom                           | Ubicat a                                    | instància de      | Detalls                                        | coordenades                                                                                         | Protecció                                            | Commons (més fotos)           | Dades a WD                    |
| ------ | ----------------------------- | ------------------------------------------- | ----------------- | ---------------------------------------------- | --------------------------------------------------------------------------------------------------- | ---------------------------------------------------- | ----------------------------- | ----------------------------- |
|        | Creu de Portell               | Susqueda                                    | collada           |                                                | 41° 59′ 30″ N, 2° 31′ 46″ E / 41.991602839357°N,2.52938965315404°E                                  |                                                      |                               | Modifica les dades a Wikidata |
|        | Molí del Roure                | Susqueda                                    | molí d'aigua      | Estil: arquitectura popular                    | 42° 01′ 27″ N, 2° 30′ 41″ E / 42.02409°N,2.51132°E                                                  | bé integrant del patrimoni cultural català           |                               | Modifica les dades a Wikidata |
|        | Pedrera de Susqueda           | Susqueda                                    | pedrera           |                                                | 41° 59′ 03″ N, 2° 31′ 24″ E / 41.9842639051893°N,2.52320263065305°E                                 |                                                      |                               | Modifica les dades a Wikidata |
|        | cabana de la Jaceta           | Susqueda                                    | cabana            |                                                | 42° 03′ 21″ N, 2° 29′ 31″ E / 42.0557768507382°N,2.4918386496953°E                                  |                                                      |                               | Modifica les dades a Wikidata |
|        | casa consistorial de Susqueda | Susqueda                                    | casa consistorial |                                                | 42° 00′ 52″ N, 2° 32′ 49″ E / 42.0143456°N,2.5470688°E                                              |                                                      |                               | Modifica les dades a Wikidata |
|        | castell de Fornils            | Susqueda                                    | castell           | Estil: arquitectura romànica 11st century      | 42° 01′ 13″ N, 2° 30′ 54″ E / 42.0203°N,2.515°E ca:A ponent del nucli de Sant Martí Sacalm 582 msnm | bé d'interès cultural bé cultural d'interès nacional | Castell de Fornils (Susqueda) | Modifica les dades a Wikidata |
|        | font del Coll                 | Susqueda                                    | font              |                                                | 42° 02′ 42″ N, 2° 30′ 52″ E / 42.0451062857116°N,2.51433934765372°E                                 |                                                      |                               | Modifica les dades a Wikidata |
|        | pantà de Susqueda             | Vilanova de Sau Sant Hilari Sacalm Susqueda | embassament llac  | Superfície: 467ha Volum: 233hm³ Conca: 1775km² | 41° 58′ 45″ N, 2° 31′ 38″ E / 41.9792°N,2.52722°E 351 msnm                                          |                                                      | Pantà de Susqueda             | Modifica les dades a Wikidata |